# Peania
Peania (in greco antico: Παιανία?, Paianía) era il nome di due demi dell'Attica (Peania superiore, in greco antico: Παιανία ὑπένερθεν?, e Peania inferiore, in greco antico: Παιανία καθύπερθεν?) situati sul versante orientale del Monte Imetto presso l'attuale villaggio di Liogesi.
Nel 2001 Paiania contava 19 767 abitanti.